# Gran Premio de Llodio
Il Gran Premio Internacional de Llodio, conosciuto anche come Clásica de Alava, era una corsa in linea di ciclismo su strada maschile che si svolse a Llodio, nei Paesi Baschi spagnoli, tra il 1949 e il 2011 in marzo. Dal 2005 fece parte del calendario UCI Europe Tour classe 1.1.
La prima edizione dell'evento si tenne il 18 agosto 1949 e da allora ebbe luogo tutti gli anni tranne che nel 1983. Nel suo albo d'oro figurano quasi esclusivamente ciclisti spagnoli (l'unico non spagnolo è l'italiano Marco Velo, che riuscì ad aggiudicarsi il trofeo nel 1999).

## Albo d'oro
Aggiornato all'edizione 2011.
| Anno | Vincitore                   | Secondo                     | Terzo                       |
| ---- | --------------------------- | --------------------------- | --------------------------- |
| 1949 | Félix Vidaurreta            | Óscar Elguezabal            | Pastor Rodríguez            |
| 1950 | Jesús Morales               | José Orbegozo               | Francisco Bilbao            |
| 1951 | Carmelo Morales             | Jesús Morales               | Francisco Bilbao            |
| 1952 | Jesús Galdeano              | Vicente Sarduy              | Carmelo Morales             |
| 1953 | Antón Barrutia              | Miguel Garay                | Erasmo Guerricaechevarría   |
| 1954 | Antón Barrutia              | Carmelo Morales             | ?                           |
| 1955 | Martín Erausquin            | Roberto Morales             | Fausto Iza                  |
| 1956 | Roberto Morales             | Fausto Iza                  | Tomas Onaederra             |
| 1957 | Carlos Pérez                | Francisco Moreno            | José Ramón Azcárate         |
| 1958 | Antonio Ferraz              | Fausto Iza                  | Antonio Karmany             |
| 1959 | Antonio Ferraz              | José Luis Talamillo         | Juan Manuel Menéndez        |
| 1960 | Julio Jiménez               | José María López Cano       | José Segú                   |
| 1961 | José Bernárdez              | José Miguel Bilbao          | Carlos Pérez                |
| 1962 | Juan María Balier           | Fernando Amarica            | José Sousa Cardoso          |
| 1963 | Valentín Uriona             | José Antonio Momeñe         | Félix Jauregui              |
| 1964 | Juan José Sagarduy          | José Antonio Momeñe         | Sebastián Elorza            |
| 1965 | Andrés Incera               | Juan José Sagarduy          | José Luis Bilbao            |
| 1966 | José López Rodríguez        | Antonio Blanco              | Joaquín Galera              |
| 1967 | José Antonio Momeñe         | Antonio Gómez del Moral     | Jorge Marine                |
| 1968 | Luis Ocaña                  | José Antonio Momeñe         | José Ramón Goyeneche        |
| 1969 | Domingo Perurena            | Daniel Varela               | José Gómez Lucas            |
| 1970 | Domingo Perurena            | Antonio Gómez del Moral     | Carlos Echeverría           |
| 1971 | Celestino Padilla           | Paulo Martínez              | José Alvarado               |
| 1972 | Domingo Perurena            | Agustín Tamames             | José Manuel López Rodríguez |
| 1973 | Francisco Javier Elorriaga  | Miguel María Lasa           | José Luis Abilleira         |
| 1974 | Antonio Menéndez            | José Luis Uribezubia        | German Martín               |
| 1975 | José Luis Uribezubia        | Antonio Menéndez            | Ventura Díaz                |
| 1976 | Luis Alberto Ordiales       | Sebastián Pozo              | Anastasio Greciano          |
| 1977 | Bernardo Alfonsel           | Francisco Galdós            | José Manuel García          |
| 1978 | Ismael Lejarreta            | Felipe Yáñez                | Fernando Benejam            |
| 1979 | Francisco Ramón Albelda     | Marino Lejarreta            | Rafael Ladrón de Guevara    |
| 1980 | Felipe Yáñez                | José Luis Blanco Soto       | Antonio Coll                |
| 1981 | Jorge Ruiz Cabestany        | Manuel Esparza              | Federico Echave             |
| 1982 | Antonio Coll                | Marino Lejarreta            | José Recio                  |
| 1984 | Alfonso Gutiérrez           | Eulalio García              | Iñaki Gastón                |
| 1985 | Julián Gorospe              | Antonio Coll                | José Luis Laguía            |
| 1986 | Ángel Camarillo             | Laudelino Cubino            | Carlos Hernández            |
| 1987 | Pello Ruiz Cabestany        | José Enrique Carrera        | Rolando Ovando              |
| 1988 | Carlos Hernández            | Javier Murguialday          | Javier Garciandia           |
| 1989 | Manuel Jorge Domínguez      | Alfonso Gutiérrez           | José Juan Canellas          |
| 1990 | Aitor Garmendia             | Ramón González Arrieta      | Neil Stephens               |
| 1991 | Juan Carlos Martín          | Pedro Díaz Zabala           | Carmelo Miranda             |
| 1992 | Ángel Edo                   | José Ramón Uriarte          | Carlos Galarreta            |
| 1993 | Miguel Ángel Martínez       | Ángel Edo                   | Oleh Čužda                  |
| 1994 | Asjat Saitov                | Javier Palacín              | Alfonso Gutiérrez           |
| 1995 | Marino Alonso               | Adriano Baffi               | Javier Pascual Rodríguez    |
| 1996 | David Etxebarria            | Alessandro Calzolari        | Paolo Lanfranchi            |
| 1997 | José Luis Rodríguez         | Abraham Olano               | Jon Odriozola               |
| 1998 | Sergej Smetanin             | Ivan Cerioli                | Mario Traversoni            |
| 1999 | Marco Velo                  | Roberto Heras               | Roberto Sgambelluri         |
| 2000 | Miguel Á. Martín Perdiguero | Aitor González              | Ricardo Otxoa               |
| 2001 | Juan José de los Ángeles    | David Fernández             | Diego Ferrari               |
| 2002 | José Iván Gutiérrez         | Fernando Torres             | Gilberto Simoni             |
| 2003 | Juan Manuel Fuentes         | Carlos García Quesada       | Koldo Gil                   |
| 2004 | Unai Etxebarria             | Miguel Á. Martín Perdiguero | Matteo Carrara              |
| 2005 | David Herrero               | Jorge Ferrío                | Javier Pascual Rodríguez    |
| 2006 | Jaume Rovira                | Adolfo García Quesada       | Koldo Gil                   |
| 2007 | David de la Fuente          | Jesús del Nero              | José Miguel Elías           |
| 2008 | Héctor Guerra               | José Joaquín Rojas          | Aitor Galdós                |
| 2009 | Samuel Sánchez              | David de la Fuente          | Ezequiel Mosquera           |
| 2010 | Ángel Vicioso               | Marcos García               | Jérôme Coppel               |
| 2011 | Santiago Pérez              | Daniele Ratto               | Marcos García               |